# مفصل پاشنه‌ای
در بدن، مفصل پاشنه‌ای (انگلیسی: Pivot joint) مفصلی است که می‌تواند حول یک محور عمودی حرکت کند و دارای سطح مفصلی استوانه‌ای است که با حلقه استخوانی و زردپی (تاندون) مفصل‌بندی شده است. به این گونه از مفصل، مفصل محوری، مفصل آسه، مفصل مداری و مفصل استوانه‌ای هم گفته‌اند.
در این نوع مفاصل یک استخوان حول محور مرکزی استخوان دیگر می‌چرخد مانند مفصل بین استخوان‌های زند زیرین و زبرین یا مفصل بین مهره‌های اول و دوم گردن. سطح این مفصل مانند استوانه می‌باشد که داخل یکدیگر قرار گرفته‌اند. حرکت در این مفصل حول یک محور انجام می‌شود و موجب حرکات چرخشی می‌شود. برای مثال: مفصل بین اطلس و آکسیس (مهره‌های اول و دوم گردنی)، مفصل بین رادیوس و اولنا (زند زیرین، زند زبرین)
در این مفصل انتهای قوسی شکل یک استخوان حول محور استخوان دیگر می‌چرخد و حرکات این نوع مفصل‌ها تنها چرخشی است نظیر مفصل بین رادیو و اولنا و مفصل بین زایده دندانی (Odontoid) دومین مهره گردنی با اطلس.